# Campeonato Mundial de Acuatlón
El Campeonato Mundial de Acuatlón es la máxima competición internacional de acuatlón. Es organizado desde 1998 por la Unión Internacional de Triatlón.

## Ediciones
| N.º   | Año  | Sede                | País           |
| ----- | ---- | ------------------- | -------------- |
| I     | 1998 | Noosa               | Australia      |
| II    | 1999 | Noosa               | Australia      |
| III   | 2000 | Cancún              | México         |
| IV    | 2001 | Edmonton            | Canadá         |
| V     | 2002 | Cancún              | México         |
| VI    | 2003 | Queenstown          | Nueva Zelanda  |
| VII   | 2004 | Funchal             | Portugal       |
| VIII  | 2005 | Gamagori            | Japón          |
| IX    | 2006 | Lausana             | Suiza          |
| X     | 2007 | Ixtapa              | México         |
| XI    | 2008 | Monterrey           | México         |
| XII   | 2009 | Gold Coast          | Australia      |
| XIII  | 2010 | Budapest            | Hungría        |
| XIV   | 2011 | Pekín               | China          |
| XV    | 2012 | Auckland            | Nueva Zelanda  |
| XVI   | 2013 | Londres             | Reino Unido    |
| XVII  | 2014 | Edmonton            | Canadá         |
| XVIII | 2015 | Chicago             | Estados Unidos |
| XIX   | 2016 | Cozumel             | México         |
| XX    | 2017 | Penticton           | Canadá         |
| XXI   | 2018 | Fionia              | Dinamarca      |
| XXII  | 2019 | Pontevedra          | España         |
| XXIII | 2021 | Guijo de Granadilla | España         |
| XXIV  | 2022 | Šamorín             | Eslovaquia     |
| XXV   | 2023 | Ibiza               | España         |
| XXVI  | 2024 | Townsville          | Australia      |
| XXVII | 2025 | Pontevedra          | España         |

## Palmarés

### Masculino
| N.º   | Año  | Sede                            | Oro                           | Plata                          | Bronce                          |
| ----- | ---- | ------------------------------- | ----------------------------- | ------------------------------ | ------------------------------- |
| I     | 1998 | Noosa ( Australia)              | Shane Reed Nueva Zelanda      | Benjamin Sanson Francia        | Craig Alexander Australia       |
| II    | 1999 | Noosa ( Australia)              | Shane Reed Nueva Zelanda      | Paul Amey Nueva Zelanda        | Levi Maxwell Australia          |
| III   | 2000 | Cancún · ( México)              | Matthew Reed Nueva Zelanda    | Brad Kahlefeldt Australia      | Paulo Miyashiro · Brasil        |
| IV    | 2001 | Edmonton · ( Canadá)            | Iván Raña · España            | Richard Stannard Reino Unido   | Filip Ospalý · República Checa  |
| V     | 2002 | Cancún · ( México)              | Kris Gemmell Nueva Zelanda    | Andri Glushchenko · Ucrania    | Filip Ospalý · República Checa  |
| VI    | 2003 | Queenstown ( Nueva Zelanda)     | Richard Stannard Reino Unido  | Brent Foster Nueva Zelanda     | Paulo Miyashiro · Brasil        |
| VII   | 2004 | Funchal ( Portugal)             | Shane Reed Nueva Zelanda      | Csaba Kuttor · Hungría         | Kris Gemmell Nueva Zelanda      |
| VIII  | 2005 | Gamagori ( Japón)               | Tim Don Reino Unido           | Richard Stannard Reino Unido   | Paulo Miyashiro · Brasil        |
| IX    | 2006 | Lausana · ( Suiza)              | Richard Stannard Reino Unido  | Chi Wo Lee Hong Kong           | Clark Ellice Nueva Zelanda      |
| X     | 2007 | Ixtapa · ( México)              | Sergio Sarmiento · México     | Antônio Manssur · Brasil       | Eder Mejía · México             |
| XI    | 2008 | Monterrey · ( México)           | Brent Foster Nueva Zelanda    | Antônio Manssur · Brasil       | Crisanto Grajales · México      |
| XII   | 2009 | Gold Coast ( Australia)         | Antônio Manssur · Brasil      | Wesley Matos · Brasil          | Adam Carlton Australia          |
| XIII  | 2010 | Budapest · ( Hungría)           | Richard Varga · Eslovaquia    | Daniel Halksworth Reino Unido  | Attila Fecskovics · Hungría     |
| XIV   | 2011 | Pekín ( China)                  | Richard Stannard Reino Unido  | Ran Alterman Israel            | Leandro Barbosa · Brasil        |
| XV    | 2012 | Auckland ( Nueva Zelanda)       | Richard Varga · Eslovaquia    | Richard Stannard Reino Unido   | Ognjen Stojanović Serbia        |
| XVI   | 2013 | Londres ( Reino Unido)          | Richard Varga · Eslovaquia    | Ivan Ivanov · Ucrania          | Csaba Rendes · Hungría          |
| XVII  | 2014 | Edmonton · ( Canadá)            | Yuichi Hosoda Japón           | Ryosuke Yamamoto Japón         | Yegor Martynenko · Ucrania      |
| XVIII | 2015 | Chicago ( Estados Unidos)       | Richard Varga · Eslovaquia    | Ígor Polianski · Rusia         | Matthew McElroy Estados Unidos  |
| XIX   | 2016 | Cozumel · ( México)             | Alistair Brownlee Reino Unido | Richard Varga · Eslovaquia     | Tommy Zaferes Estados Unidos    |
| XX    | 2017 | Penticton · ( Canadá)           | Matthew Sharpe · Canadá       | John Rasmussen · Canadá        | Aiden Longcroft-Harris · Canadá |
| XXI   | 2018 | Fionia ( Dinamarca)             | Emmanuel Lejeune · Bélgica    | Nathan Breen Australia         | Alexis Kardes Francia           |
| XXII  | 2019 | Pontevedra · ( España)          | Rostislav Pevtsov Azerbaiyán  | Kevin Viñuela · España         | Dmitri Polianski · Rusia        |
| XXIII | 2021 | Guijo de Granadilla · ( España) | David Castro · España         | Richard Varga · Eslovaquia     | Ander Noáin · España            |
| XXIV  | 2022 | Šamorín · ( Eslovaquia)         | Márk Dévay · Hungría          | Kevin Viñuela · España         | Márton Kropkó · Hungría         |
| XXV   | 2023 | Ibiza · ( España)               | Cristian Fernández · España   | Christopher Perham Reino Unido | Jimmy Lund Reino Unido          |
| XXVI  | 2024 | Townsville ( Australia)         | Kevin Viñuela · España        | Luke Bate Australia            | Cristian Fernández · España     |
| XXVII | 2025 | Pontevedra · ( España)          | Márton Kropkó · Hungría       | Damián Suárez · España         | Christopher Perham Reino Unido  |

### Femenino
| N.º   | Año  | Sede                            | Oro                             | Plata                           | Bronce                          |
| ----- | ---- | ------------------------------- | ------------------------------- | ------------------------------- | ------------------------------- |
| I     | 1998 | Noosa ( Australia)              | Rina Hill Australia             | Nicole Hackett Australia        | Melanie Mitchell Australia      |
| II    | 1999 | Noosa ( Australia)              | Rina Hill Australia             | Nicole Hackett Australia        | Michelle Dillon Reino Unido     |
| III   | 2000 | Cancún · ( México)              | Pilar Hidalgo · España          | Ana Burgos · España             | Pip Taylor Australia            |
| IV    | 2001 | Edmonton · ( Canadá)            | Siri Lindley Estados Unidos     | Rina Hill Australia             | Sheila Taormina Estados Unidos  |
| V     | 2002 | Cancún · ( México)              | Sandra Soldan · Brasil          | Jill Savege · Canadá            | Lenka Radová · República Checa  |
| VI    | 2003 | Queenstown ( Nueva Zelanda)     | Carla Moreno · Brasil           | Elizabeth May Luxemburgo        | Anna Cleaver Nueva Zelanda      |
| VII   | 2004 | Funchal ( Portugal)             | Samantha Warriner Nueva Zelanda | Elizabeth May Luxemburgo        | Charlotte Bonin · Italia        |
| VIII  | 2005 | Gamagori ( Japón)               | Sheila Taormina Estados Unidos  | Carla Moreno · Brasil           | Lenka Radová · República Checa  |
| IX    | 2006 | Lausana · ( Suiza)              | Sara McLarty Estados Unidos     | Eslpeth McGregor · Canadá       | Maria Barrett Reino Unido       |
| X     | 2007 | Ixtapa · ( México)              | Sarah Groff Estados Unidos      | Kelly Cook Estados Unidos       | Ayesha Rollinson · Canadá       |
| XI    | 2008 | Monterrey · ( México)           | Claudia Rivas · México          | Melody Ramírez · México         | Dunia Gómez · México            |
| XII   | 2009 | Gold Coast ( Australia)         | Samantha Warriner Nueva Zelanda | Maxine Seear Australia          | Lisa Mensink · Países Bajos     |
| XIII  | 2010 | Budapest · ( Hungría)           | Margit Vanek · Hungría          | Szandra Szalay · Hungría        | Gaia Peron · Italia             |
| XIV   | 2011 | Pekín ( China)                  | Elizabeth May Luxemburgo        | Jessica Souza Santos · Brasil   | —                               |
| XV    | 2012 | Auckland ( Nueva Zelanda)       | Nicky Samuels Nueva Zelanda     | Emma Davis Irlanda              | Tea Miloš · Croacia             |
| XVI   | 2013 | Londres ( Reino Unido)          | Irina Abysova · Rusia           | Claire Michel · Bélgica         | Yuliya Yelistratova · Ucrania   |
| XVII  | 2014 | Edmonton · ( Canadá)            | Anneke Jenkins Nueva Zelanda    | Yuliya Yelistratova · Ucrania   | Hannah Kitchen Reino Unido      |
| XVIII | 2015 | Chicago ( Estados Unidos)       | Anastasiya Abrósimova · Rusia   | Yelena Danílova · Rusia         | Long Hoi Macao                  |
| XIX   | 2016 | Cozumel · ( México)             | Mariya Shórets · Rusia          | Anastasiya Abrósimova · Rusia   | Valentina Zapatrina · Rusia     |
| XX    | 2017 | Penticton · ( Canadá)           | Emma Pallant Reino Unido        | Delia Sclabas · Suiza           | Jacqueline Allen Reino Unido    |
| XXI   | 2018 | Fionia ( Dinamarca)             | Edda Hannesdóttir Islandia      | Hannah Kitchen Reino Unido      | Vida Medić Serbia               |
| XXII  | 2019 | Pontevedra · ( España)          | Alicja Ulatowska · Polonia      | Zsanett Bragmayer · Hungría     | Itzel Arroyo · México           |
| XXIII | 2021 | Guijo de Granadilla · ( España) | Margot Garabedian Francia       | Sara Pérez Sala · España        | Margaréta Vráblová · Eslovaquia |
| XXIV  | 2022 | Šamorín · ( Eslovaquia)         | Céline Kaiser · Alemania        | Márta Kropkó · Hungría          | Marina Kirik · Ucrania          |
| XXV   | 2023 | Ibiza · ( España)               | Zsanett Bragmayer · Hungría     | Margaréta Vráblová · Eslovaquia | Céline Kaiser · Alemania        |
| XXVI  | 2024 | Townsville ( Australia)         | Marina Kirik · Ucrania          | Claire Spicknall Australia      | Kiara Mooney Australia          |
| XXVII | 2025 | Pontevedra · ( España)          | Hanna Maksimava AIN             | Marina Muñoz · España           | Jázmin Kropkó · Hungría         |

## Medallero histórico
- Actualizado hasta Pontevedra 2025 (prueba élite individual).[1]

| Núm. | País            | Oro | Plata | Bronce | Total |
| ---- | --------------- | --- | ----- | ------ | ----- |
| 1    | Nueva Zelanda   | 10  | 2     | 3      | 15    |
| 2    | Reino Unido     | 6   | 6     | 6      | 18    |
| 3    | España          | 5   | 6     | 2      | 13    |
| 4    | Hungría         | 4   | 4     | 4      | 12    |
| 5    | Eslovaquia      | 4   | 3     | 1      | 8     |
| 6    | Estados Unidos  | 4   | 1     | 3      | 8     |
| 7    | Brasil          | 3   | 5     | 4      | 12    |
| 8    | Rusia           | 3   | 3     | 2      | 8     |
| 9    | Australia       | 2   | 8     | 6      | 16    |
| 10   | México          | 2   | 1     | 4      | 7     |
| 11   | Ucrania         | 1   | 3     | 3      | 7     |
| 12   | Canadá          | 1   | 3     | 2      | 6     |
| 13   | Luxemburgo      | 1   | 2     | 0      | 3     |
| 14   | Francia         | 1   | 1     | 1      | 3     |
| 15   | Bélgica         | 1   | 1     | 0      | 2     |
| 15   | Japón           | 1   | 1     | 0      | 2     |
| 17   | Alemania        | 1   | 0     | 1      | 2     |
| 18   | Azerbaiyán      | 1   | 0     | 0      | 1     |
| 18   | Bielorrusia     | 1   | 0     | 0      | 1     |
| 18   | Islandia        | 1   | 0     | 0      | 1     |
| 18   | Polonia         | 1   | 0     | 0      | 1     |
| 22   | Hong Kong       | 0   | 1     | 0      | 1     |
| 22   | Irlanda         | 0   | 1     | 0      | 1     |
| 22   | Israel          | 0   | 1     | 0      | 1     |
| 22   | Suiza           | 0   | 1     | 0      | 1     |
| 26   | República Checa | 0   | 0     | 4      | 4     |
| 27   | Italia          | 0   | 0     | 2      | 2     |
| 27   | Serbia          | 0   | 0     | 2      | 2     |
| 29   | Croacia         | 0   | 0     | 1      | 1     |
| 29   | Macao           | 0   | 0     | 1      | 1     |
| 29   | Países Bajos    | 0   | 0     | 1      | 1     |
|      | TOTAL           | 54  | 54    | 53     | 61    |